# Mo Layton
Dennis Layton, detto Mo (Newark, 24 dicembre 1948), è un ex cestista statunitense, professionista nella NBA e nella ABA.

## Carriera
Venne selezionato dai Phoenix Suns al terzo giro del Draft NBA 1971 (48ª scelta assoluta).